# Bolszoj Sieleg
Bolszoj Sieleg (ros. Большой Селег) – wieś (sieło) w Rosji, w Udmurcji, w rejonie krasnogorskim. W 2021 liczyła 187 mieszkańców.